# De leugen (hoorspel)
De leugen is een hoorspel naar het toneelstuk Le mensonge (1965) van Nathalie Sarraute. In hoorspelvorm werd het in 1966 door de Süddeutscher Rundfunk uitgezonden. Harry Kliphuis vertaalde het en de VPRO zond het uit op vrijdag 27 oktober 1967. De regisseur was Erik Plooyer. De uitzending duurde 34 minuten.

## Rolbezetting
- Fé Sciarone (Simone)
- Trudy Libosan (Lucie)
- Nora Boerman (Juliette)
- Joke Hagelen (Jeanne)
- Elisabeth Versluys (Yvonne)
- Paul van der Lek (Pierre)
- Frans Somers (Robert)
- Hans Veerman (Jacques)
- Harry Bronk (Vincent)

## Inhoud
Negen personages verscheuren elkaar, omdat een van hen het gedurfd heeft de harmonie van de groep te verstoren door een schijnbaar onschuldig leugentje te verklappen, een van die "niemendalletjes" die behoren tot het weefsel van het leven van alledag. Het is Pierre, de vijand, de machine die onverbiddelijk de waarheid zegt. Het is Pierre die moet genezen worden. Daartoe zal alles goed zijn: smeekbeden, een regelrecht proces, rollenspelen in authentieke psychodrama-vorm. Maar Pierre is de sterkste. Zijn vermoedens zullen tot het einde toe de spanning van deze klucht met de allures van een tragedie gaande houden…